# Gil Braltar
Gil Braltar è un racconto breve ironico scritto da Jules Verne nel 1887, pubblicato con il libro Il volo per la Francia come la serie Viaggi straordinari.
La storia si trova nella fortezza britannica e nella colonia di Gibilterra . Un uomo, uno spagnolo chiamato Gil Braltar, si veste come una scimmia e diventa leader di un gruppo di scimmie che vivono lì (Barbary macaques). Incita l'attacco alla fortezza. L'attacco, inizialmente riuscito, è sospeso da un generale britannico. Questo generale è così brutto che le scimmie credono che sia stato uno di loro e obbedirlo quando li porta fuori. La conclusione di Verne è che in futuro solo i più brutti generali saranno inviati a Gibilterra per mantenere la colonia in mani britanniche.